# Borikenophis variegatus
Espèce
Synonymes
- Dromicus variegatus Schmidt, 1926
- Alsophis portoricensis variegatus (Schmidt, 1926)

Borikenophis variegatus est une espèce de serpents de la famille des Dipsadidae.

## Répartition
Cette espèce est endémique de l'Isla Mona à Porto Rico. Sa présence sur Desecheo est incertaine.

## Publication originale
- Schmidt, 1926 : The amphibians and reptiles of Mona Island, West Indies. Field Museum of Natural History, vol. 12, p. 149-163 (texte intégral).